# Susan Sarandon
Susan Abigail Sarandon, de soltera Tomalin (Nueva York, 4 de octubre de 1946), es una actriz y productora estadounidense de teatro, cine y televisión. Su nutrida y extensa filmografía la han convertido en uno de los rostros más reconocibles de Hollywood.
Debutó en la gran pantalla en 1970 con la cinta dramática Joe, para luego saltar a la pantalla chica con la telenovela A World Apart, emitida entre 1970 y 1971. Apareció por primera vez en las tablas de Broadway en 1972 con la obra Una velada con Richard Nixon y en 1975, logró el reconocimiento internacional con la cinta de culto The Rocky Horror Picture Show, que marcó el punto de partida de su exitosa carrera como actriz.
Ha acumulado 5 candidaturas al premio Óscar por su destacada participación en las cintas: Atlantic City de 1980, Thelma & Louise de 1991, Lorenzo's Oil de 1992, El cliente de 1994 y, la que sería su victoria, Pena de muerte de 1995. También tiene en su haber un BAFTA y el Premio del Sindicato de Actores a la mejor actriz, además de numerosas nominaciones al Globo de Oro y al Emmy.
Algunas de sus intervenciones teatrales más importantes son: A Couple White Chicks Sitting Around Talking de 1979, Extremidades de 1982 y El rey se muere de 2009. Algunas de sus intervenciones más importantes en la televisión son: sus múltiples apariciones en Friends en 2001 y Malcolm in the Middle en 2002; además de las películas Bernard and Doris de 2007 y You Don't Know Jack de 2010. De igual manera, destacan en su filmografía las cintas: Pretty Baby de 1978, El ansia de 1983, Las brujas de Eastwick de 1987, Pasión sin barreras de 1990, Mujercitas de 1994, Stepmom de 1998, Igby Goes Down de 2002, Encantada de 2007, The Lovely Bones de 2009 y Tammy de 2014.

## Primeros años
Susan Sarandon nació el 4 de octubre de 1946 en la ciudad de Nueva York, Estados Unidos. Hija de Philip Leslie Tomalin, productor de televisión y de anuncios, y Leonora Marie Criscione, nacida en Sicilia. Tiene ascendencia italiana, inglesa, irlandesa, galesa y alemana. Es la mayor de nueve hermanos. Sus padres se divorciaron en 1982, después de cuarenta años de matrimonio. Tras obtener el diploma de High School en la Edison High School de Nueva Jersey con la promoción de 1964, ingresó en la Universidad Católica de América en Washington D. C., donde estudió la carrera universitaria de arte dramático, recibiendo el título de grado en 1968. Durante sus estudios en la universidad fue cheerleader.

## Carrera

### 1970-1988: Inicios y primeros papeles notables
La primera participación de Susan Sarandon en el cine fue con el thriller Joe (1970). Años más tarde obtuvo su primer gran éxito de taquilla en Estados Unidos con The Rocky Horror Picture Show (1975). También intervino en Atlantic City (1980) de Louis Malle, donde trabajó junto a Burt Lancaster y Michel Piccoli. Por este filme fue candidata por primera vez al Óscar a la mejor actriz.
En 1983, rodó junto a Catherine Deneuve y David Bowie El ansia, filme de vampiros mal recibido por la crítica, pero a finales de la década de los 80 ganó gran notoriedad al protagonizar junto a Cher, Jack Nicholson y Michelle Pfeiffer Las brujas de Eastwick (1987), y con Kevin Costner Bull Durham (1988).

### 1990-2005: Aclamo de la crítica y papeles importantes
A principios de la siguiente década trabajó con Luis Mandoki en el filme romántico White Palace (1990), por el cual recibió su segunda candidatura al Globo de Oro a la mejor actriz en drama, y a las órdenes de Ridley Scott la exitosa road movie Thelma & Louise (1991), donde compartió cartel con Geena Davis y un debutante Brad Pitt. Por su interpretación de Louise recibió nuevas nominaciones al Óscar, Globo de Oro y al BAFTA a la mejor actriz.
Poco después intervino en Lorenzo's Oil (1993) por la que nuevamente volvió a ser candidata al Óscar y al Globo de Oro por su interpretación de Michaela, una madre desesperada por encontrar la cura para la enfermedad de su hijo. Chris Hicks apuntó que “la interpretación de Sarandon es increíble". En 1994, ganó el BAFTA a la mejor actriz por su papel de en la adaptación de la novela de John Grisham El cliente, además de cosechar una nueva nominación al Óscar y su primera candidatura al Premio del Sindicato de Actores a la mejor actriz. Emanuel Levy comentó que “Susan Sarandon recibió una merecida candidatura al Óscar por su interpretación”. También ese mismo año trabajó con Winona Ryder, Gabriel Byrne y Kirsten Dunst en el remake de Mujercitas.

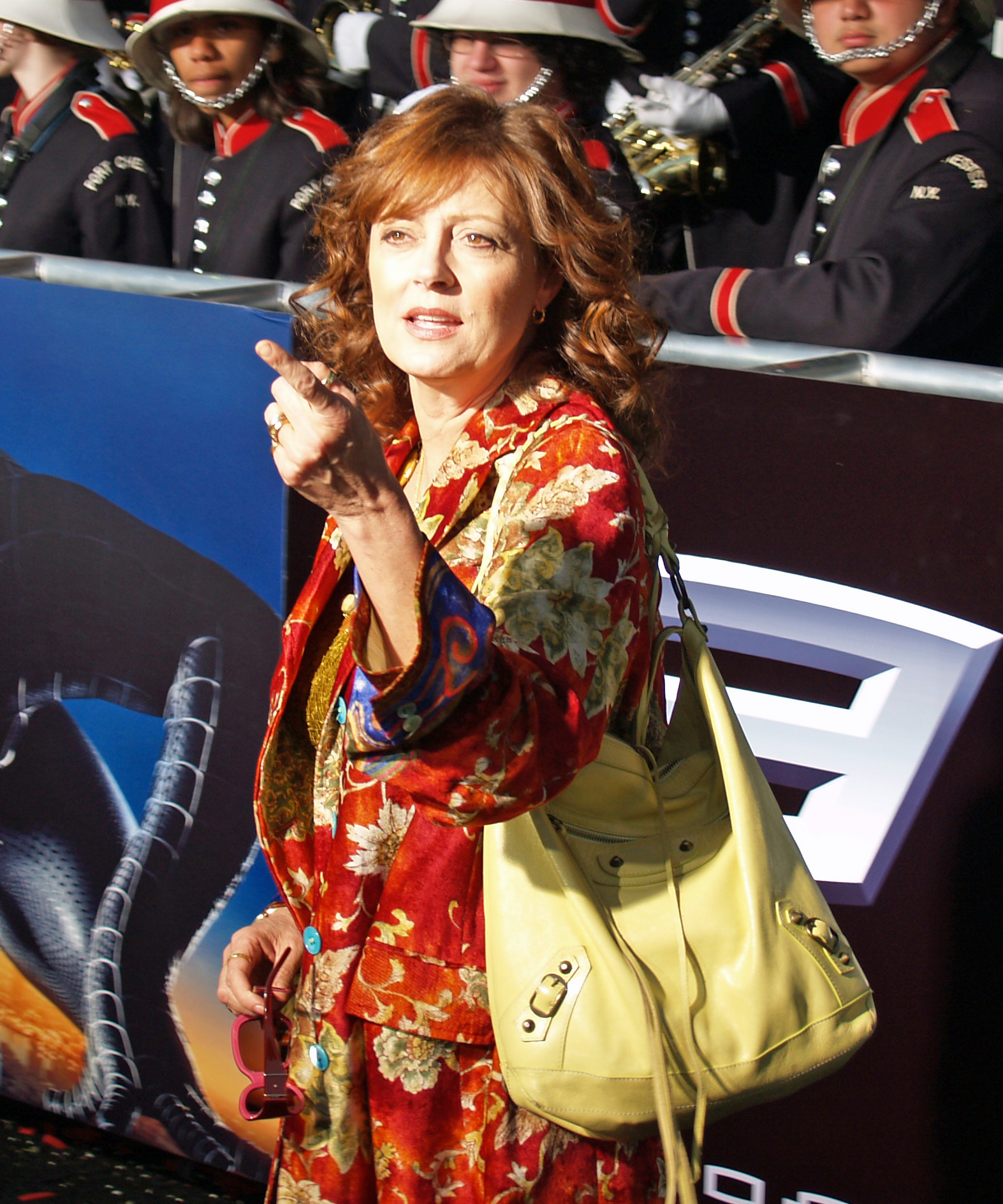
Susan Sarandon en 2007

En 1995, ganó el Óscar a la mejor actriz y el Premio del Sindicato de Actores a la mejor actriz y fue candidata al Globo de Oro a la mejor actriz de drama por su interpretación de en Dead Man Walking (1995), a las órdenes de Tim Robbins y con Sean Penn como coprotagonista. Steve Rhodes señaló: “Susan Sarandon realiza una interpretación de tour de force". En 1995, también recibió el Premio Donostia en el Festival de Cine de San Sebastián. Compartió cartel con Julia Roberts y Ed Harris en el drama familiar Stepmom (1998) por la que recibió su sexta candidatura al Globo de Oro; el crítico Philip Wuntch indicó: “Cuando Susan Sarandon quiere que llores, lloras". En esta última cinta ejerció como productora ejecutiva. Natalie Portman fue su compañera de reparto en Anywhere But Here (1999).
Apareció como estrella invitada en un episodio de la serie de televisión Friends (2001), siendo candidata por primera vez a los premios Emmy como mejor actriz invitada en una serie de comedia. Realizó una pequeña intervención en Igby Goes Down (2002), dirigida por Burr Steers y donde formó parte de un reparto que incluía nombres como Jeff Goldblum, Amanda Peet o Ryan Phillippe. Fue, de nuevo, candidata al Globo de Oro a la mejor actriz de reparto. También ese año intervino en la comedia The Banger Sisters, con Goldie Hawn, y en Moonlight Mile (2002), con Dustin Hoffman y Jake Gyllenhaal, bajo la dirección de Brad Silberling, siendo además productora ejecutiva de la cinta. Dos años después secundó a Jennifer Lopez y Richard Gere en Shall We Dance? (2004) y a Orlando Bloom y Kirsten Dunst en el drama Elizabethtown (2005). Asimismo, coprotagonizó junto a James Gandolfini la comedia musical Romance & Cigarettes, cinta sobre la cual opinó: "Cada vez que recibo un reconocimiento en algún festival de cine me preguntan que quiero que muestren, siempre proponen las películas que esperas, pero yo les pido Romance & Cigarettes y la gente no sabe de lo que hablo".

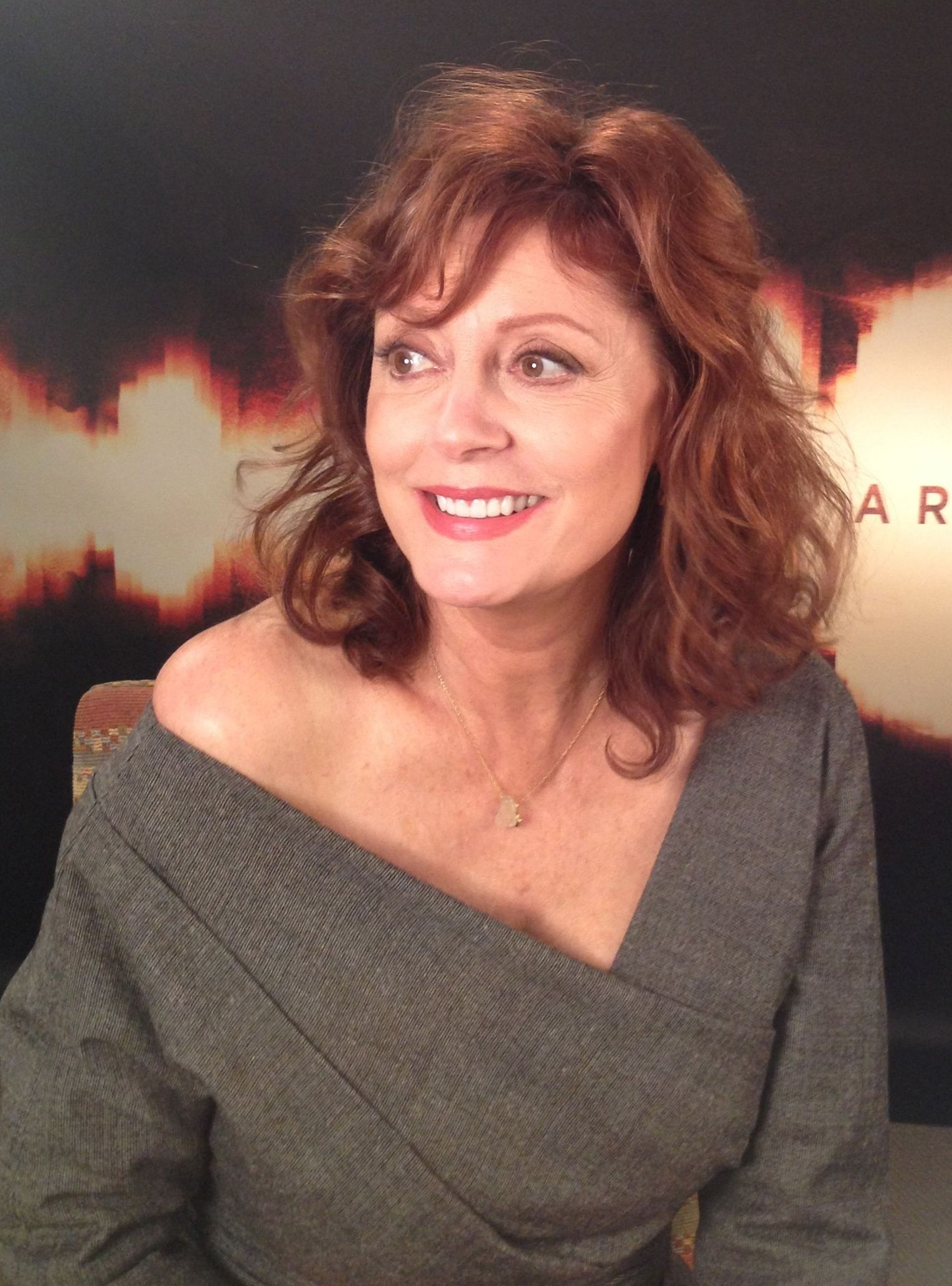
Susan Sarandon en 2012.

### 2006-presente: Consagración y actriz de culto
Por el telefilme Bernard and Doris (2006), con Ralph Fiennes, fue candidata al Emmy a la mejor actriz en miniserie o telefilme y a los Premios del Sindicato de Actores y al Globo de Oro en la misma categoría. En 2007 estrenó varias producciones entre las que destacan In the Valley of Elah, a las órdenes de Paul Haggis y junto a Charlize Theron y Tommy Lee Jones. Sobre su interpretación Matt Kelemen dijo: “La reacción de Sarandon cuando le notifican la muerte de Mike debería reportarle automáticamente un Óscar a la mejor actriz secundaria”. También participó la comedia producida por Disney Enchanted (2007), que es la película más taquillera de su carrera con 340 millones de dólares en las taquillas internacionales. Intervino en Speed Racer (2008), y trabajó con Stanley Tucci, Mark Wahlberg y Rachel Weisz, todos ellos bajo la batuta de Peter Jackson, en The Lovely Bones (2009). En 2010, interpretó a la madre del personaje encarnado por Shia LaBeouf en la secuela de Wall Street, titulada Wall Street 2: El dinero nunca duerme, también al lado de Michael Douglas y Carey Mulligan.
En 2012, la interpretación del audiolibro de Sarandon de The Member of the Wedding de Carson McCullers se publicó en Audible.com. Apareció en las películas Arbitrage (2012), Cloud Atlas (2012), Tammy (2014) y The Meddler (2015). En 2017, Sarandon interpretó a Bette Davis en la primera temporada de la serie antológica Feud de FX, donde obtuvo su novena nominación al Globo de Oro. También apareció en A Bad Moms Christmas (2017), la secuela de la película Bad Moms de 2016, como la madre de Carla Dunkler.
En 2018, se unió al "Consejo Asesor de Impacto Social" del Festival Internacional de Cine de San Diego. En el otoño de 2022, Sarandon protagonizó el drama de FOX TV, Monarch. Además, fue confirmada su participación en la película de comedia The Fabulous Four, estrenada en julio de 2024. En 2023, protagonizó la película de superhéroes de DC Extended Universe, Blue Beetle. Además, fue confirmada en las películas de Netflix, en el papel de Eleanor Roosevelt, en The Six Triple Eight (2024) y en Nonnas, comedia estrenada en 2025 y dirigida por Stephen Chbosky.

## Vida personal

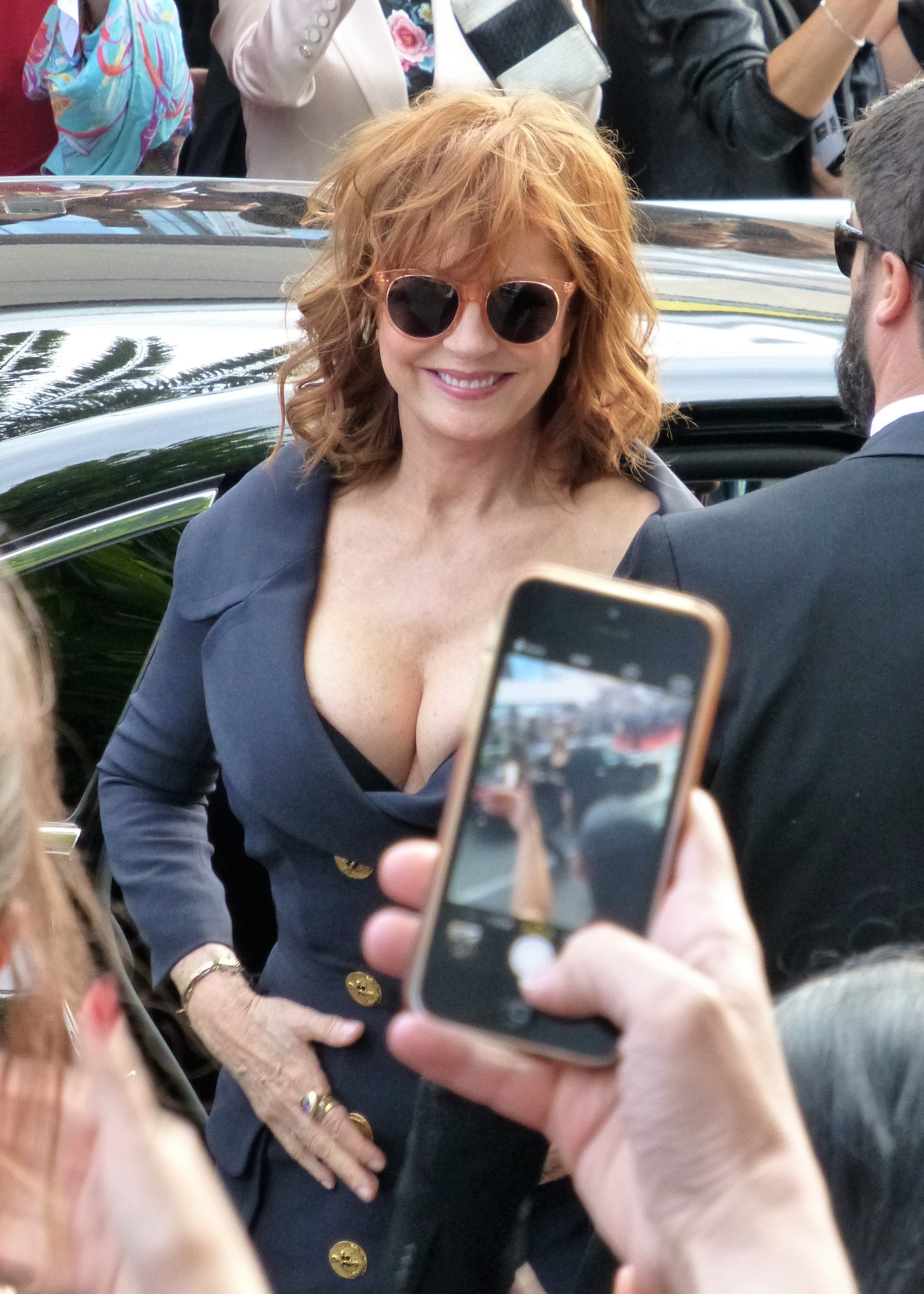
Sarandon en el Festival Internacional de Cine de Cannes de 2016.

Mientras estaba en la universidad, conoció a su compañero de estudios Chris Sarandon y se casaron el 16 de septiembre de 1967. Anunciaron una separación amistosa en 1975 y se divorciaron en 1979, pero ella conservó su apellido. Desde 1977 hasta 1980, Sarandon tuvo una relación con el director Louis Malle y, brevemente, con el actor Sean Penn.
A mediados de la década de 1980, Sarandon salió con el cineasta italiano Franco Amurri, con quien tuvo una hija, Eva Amurri (nacida el 15 de marzo de 1985). Se conocieron en el set de Tempest en 1981. En 2017, Sarandon reveló que había tenido una aventura con el actor británico Philip Sayer, quien además reveló que había sido gay.
Posteriormente mantuvo una relación sentimental con el también actor Tim Robbins, entre 1988 y 2009, separándose en la época estival de dicho año.Tuvieron dos hijos, Jack Henry Robbins (n. 1989) y Miles Robbins (n. 1992). 
El 13 de septiembre de 2022 hizo pública su bisexualidad a través de The Tonight Show de Jimmy Fallon.

### Activismo e ideas políticas
La actriz está involucrada en numerosas organizaciones, es embajadora de UNICEF y desde hace diez años forma parte de Heifer Internacional, una organización que dona animales de granja a las familias que los necesitan para trabajar. También es conocida su activismo en temas políticos. El 30 de marzo de 1999 fue arrestada durante una protesta llevada a cabo en Nueva York, y también apoyó las campañas presidenciales de Ralph Nader en el año 2000 y de Barack Obama.
El 15 de octubre de 2010, Susan Sarandon fue nombrada embajadora de buena voluntad de la Organización de las Naciones Unidas para la Agricultura y la Alimentación (FAO). En 2011 apoyó la causa de los "indignados" en el movimiento apodado Occupy Wall Street, creado como consecuencia de la crisis económica de 2008-2011.
En 2018, fue detenida junto a otros 574 manifestantes por ingresar en un edificio del senado, en el marco de una protesta contra la política migratoria del presidente de los Estados Unidos, Donald Trump.
En noviembre de 2023, Sarandon se pronunció contra las acciones del gobierno israelí durante la guerra entre Israel y Hamás de 2023. En una manifestación pro palestina en Union Square el 17 de noviembre, Sarandon dijo: "Hay mucha gente que tiene miedo de ser judía en este momento, y están empezando a probar lo que se siente al ser musulmán en este país, muchas veces sometido a violencia." Cuatro días después, United Talent Agency la dejó como cliente. El 1 de diciembre, Sarandon se disculpó por la redacción de su comentario, sin embargo, todos los proyectos futuros en su carrera cinematográfica fueron cancelados.

## Filmografía
Según el sitio web de agregación de reseñas Rotten Tomatoes, que asigna puntajes de películas según las críticas y la recepción del público, algunas de las películas de Sarandon con mayor puntaje incluyen: Atlantic City (1980), Bull Durham (1988), Dead Man Walking (1995), Lorenzo's Oil (1992) o Enchanted (2007). Sus películas más exitosas financieramente incluyen: Shall We Dance? (2004), El cliente (1994), Stepmom (1998), Cloud Atlas (2012), o A Bad Moms Christmas (2017).

## Premios y distinciones

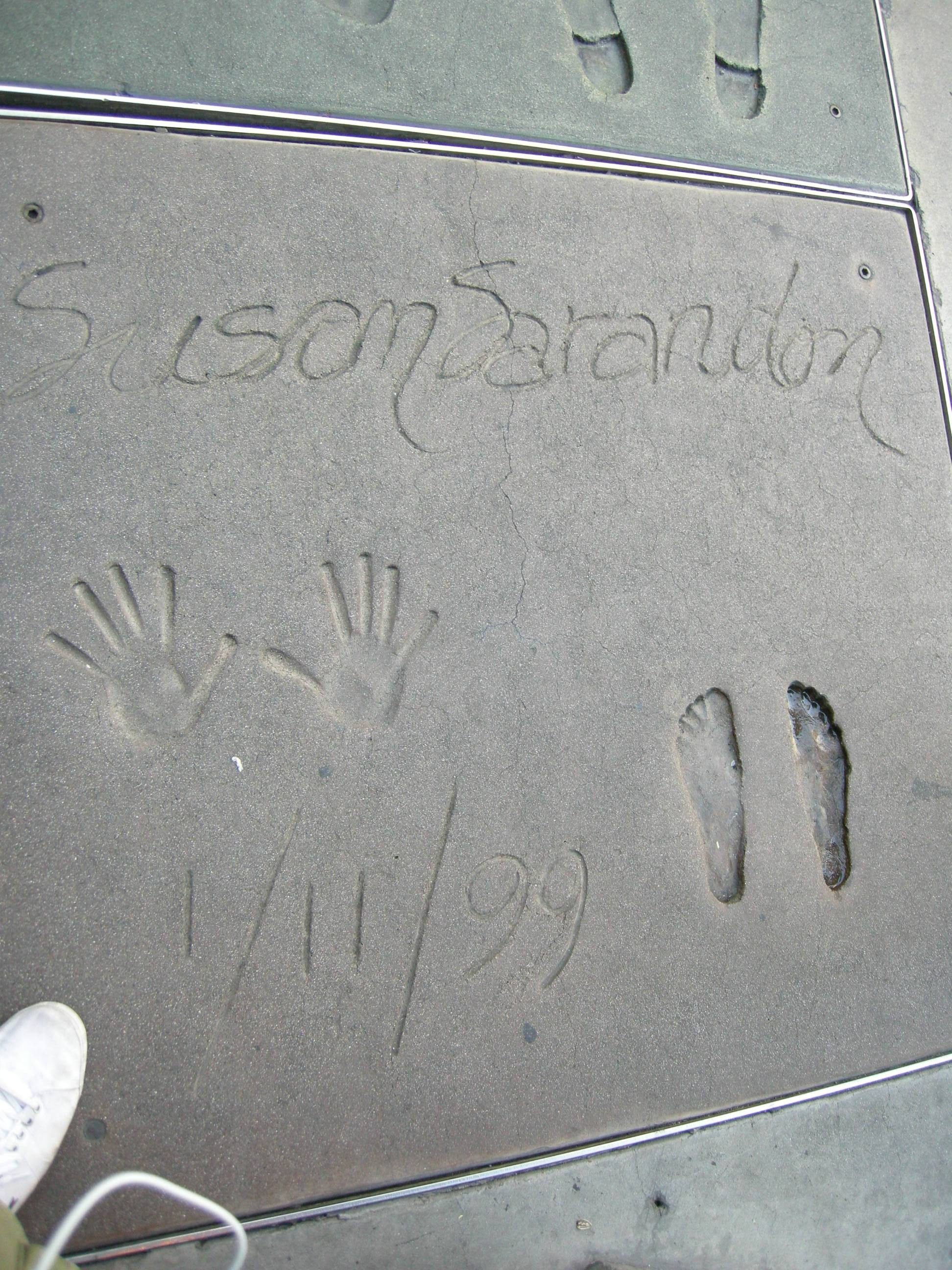
Firma y las huellas de las manos y pies de Sarandon en el Grauman's Chinese Theatre

Sarandon ha sido reconocida por la Academia de Artes y Ciencias Cinematográficas por las siguientes actuaciones:
- 54.ª edición de los Premios Óscar (1981): Nominada a mejor actriz, por Atlantic City
- 64.ª edición de los Premios Óscar (1991): Nominada a mejor actriz, por Thelma & Louise
- 65.ª edición de los Premios Óscar (1992): Nominada a mejor actriz, por Lorenzo's Oil
- 67.ª edición de los Premios Óscar (1994): Nominada a mejor actriz, por El cliente
- 68.ª edición de los Premios Óscar (1995): Ganadora a mejor actriz, por Dead Man Walking

Sarandon, además, recibió el premio a la trayectoria en el Festival Internacional de Cine de Estocolmo de 2009, fue incluida en el Salón de la Fama de Nueva Jersey en 2010 y recibió el Premio a la Vida Artística Sobresaliente por su destacada contribución al cine en el Festival Internacional de Cine de Shanghai de 2011.  En 2015, Sarandon recibió el premio internacional Goldene Kamera a la trayectoria.